# یون دومیترسکو
یون دومیترسکو (انگلیسی: Ion Dumitrescu; ۱۸ ژوئیهٔ ۱۹۲۵ – ۱۹۹۹) تیرانداز اهل رومانی بود.
وی در مسابقات کشوری و بین‌المللی در مجموع برندهٔ ۱ مدال طلا، ۲ مدال برنز شده‌است.